# Merouane Anane
Merouane Anane (sinh ngày 31 tháng 5 năm 1990 ở Algiers) là một cầu thủ bóng đá người Algérie. Hiện tại anh thi đấu cho CR Belouizdad ở Giải bóng đá hạng nhất quốc gia Algérie.

## Sự nghiệp câu lạc bộ
Ngày 25 tháng 9 năm 2010, Anane ra mắt cho CR Belouizdad khi đá chính trước MC Saïda tại vòng đầu tiên của Giải bóng đá hạng nhất quốc gia Algérie 2010–11. Anane bị thay ra ở phút 60 và CR Belouizdad thất bại 2-1.

## Sự nghiệp quốc tế
Ngày 30 tháng 11 năm 2011, Anane được triệu tập vào đội tuyển U-23 quốc gia Algérie bởi huấn luyện viên Azzedine Aït Djoudi vào trại tập luyện 5 ngày ở Algiers. Ngày 16 tháng 11 năm 2011, anh được lựa chọn vào đội hình của Algérie tham dự Giải vô địch bóng đá U-23 châu Phi 2011 ở Maroc.